# Pınar Deniz
Pınar Deniz (ur. 4 listopada 1993 w Adanie) – turecka aktorka.

## Życiorys

### Wczesne lata
Urodziła się 4 listopada 1993 w Adanie, ale w wieku 2 lat przeprowadziła się do Stambułu i tam dorastała. Studiowała na Uniwersytecie Stambulskim.

### Kariera
Zadebiutowała w telewizji w 2014 roku w serialu Sil Baştan. Rok później zagrała w Beyaz Yalan oraz Günebakan. W latach 2016–2018 grała w serialu Zraniona miłość. W 2017 roku zagrała główną rolę w filmie Kardeşim Benim 2, a rok później w serialu Bir Deli Rüzgar. W 2020 roku zagrała w filmie İnsanlar İkiye Ayrılır oraz serialach Love 101 i Menajerimi Ara. W 2021 roku zagrała główną rolę w serialu Yargı i gościnną w Kırmızı Oda.

### Życie prywatne
W latach 2015–2017 była w związku z Kaanem Turgut, a w 2018 z aktorem Berkiem Cankat. Od 2022 roku jest w związku z Kaanem Yıldırımem, za którego wyszła za mąż 17 września 2024 roku. Ceremonia odbyła się w Rzymie. Ma z mężem syna, Fikreta Hakana (ur. 1 kwietnia 2025). 

## Filmografia

### Seriale
| Rok       | Tytuł           | Rola                |
| --------- | --------------- | ------------------- |
| 2014      | Sil Baştan      | Evrim               |
| 2015      | Beyaz Yalan     | Azra                |
| 2015      | Günebakan       | Sinem               |
| 2016-2018 | Zraniona miłość | Yıldız              |
| 2018      | Bir Deli Rüzgar | Gökçe Yücel         |
| 2020      | Menajerimi Ara  | ona sama            |
| 2020-2021 | Love 101        | Burcu               |
| 2021      | Kırmızı Oda     | Nazlı               |
| 2021-2022 | Yargı           | Ceylin Erguvan Kaya |

### Filmy
| Rok  | Tytuł                  | Rola  |
| ---- | ---------------------- | ----- |
| 2017 | Kardeşim Benim 2       | Didem |
| 2020 | İnsanlar İkiye Ayrılır | Ceren |